# اشتر سزکریز
اشتر سزکریز (مجاری: Klein Eszter؛ ۲۰ فوریهٔ ۱۹۱۰ – ۲۸ اوت ۲۰۰۵) یک ریاضی‌دان اهل استرالیا بود.